# Stagnation économique
La stagnation économique, ou plus simplement stagnation, est une période de faible croissance économique (mesurée à l'aide du PIB). Le taux de croissance du PIB est inférieur à la croissance potentielle.

## Concept
L'idée d'une stagnation économique est ancienne en science économique. Thomas Malthus développe une pensée (malthusianisme économique) centrée sur le rapport entre la démographie et la stagnation de l'économie. Plusieurs siècles plus tard, Alvin Hansen conceptualise et précise la notion de stagnation séculaire. Elle désigne, selon lui, une situation économique où la fin de la croissance démographique et du progrès technique conduisent à une période d'activité économique anémique. 

## Postérité
La stagnation séculaire est médiatisée dans les années 2000. Elle est reprise par Lawrence Summers. La lente reprise après la grande récession de 2007-2008 et la baisse du taux d'inflation à des valeurs inférieures à 2 % sont des signes qui rappellent les craintes exprimées par Hansen. Le seuil d'un taux d'intérêt nul peut empêcher d'atteindre l'égalité entre épargne et investissement et le plein emploi. Il est possible de voir apparaître une déflation déstabilisante avec un taux d'intérêt réel encore plus élevé. Par ailleurs, des taux d'intérêt très bas voire presque nuls mettent en péril la stabilité financière avec la création de bulles spéculatives.
Les autres raisons sont la faible hausse de la population active, la hausse des inégalités, le progrès technique et la technologie de l'information qui diminuent la demande de biens d'équipement.
Les craintes de Hansen ne se sont pas vérifiées à cause du baby boom et des nouvelles découvertes technologiques. Aujourd'hui, il y a toujours des optimistes en ce qui concerne les effets du progrès scientifique mais personne ne prévoit un nouveau baby boom.
D'autres économistes, comme Robert J. Gordon, ont travaillé sur cette théorie notamment dans le domaine de la productivité (ou de l'offre). Du point de vue de Gordon, l'informatique génère peu de gains de productivité par rapport aux inventions et innovations précédentes, de sorte que la croissance économique pourrait être plus faible à l'avenir.